# ソモフ海

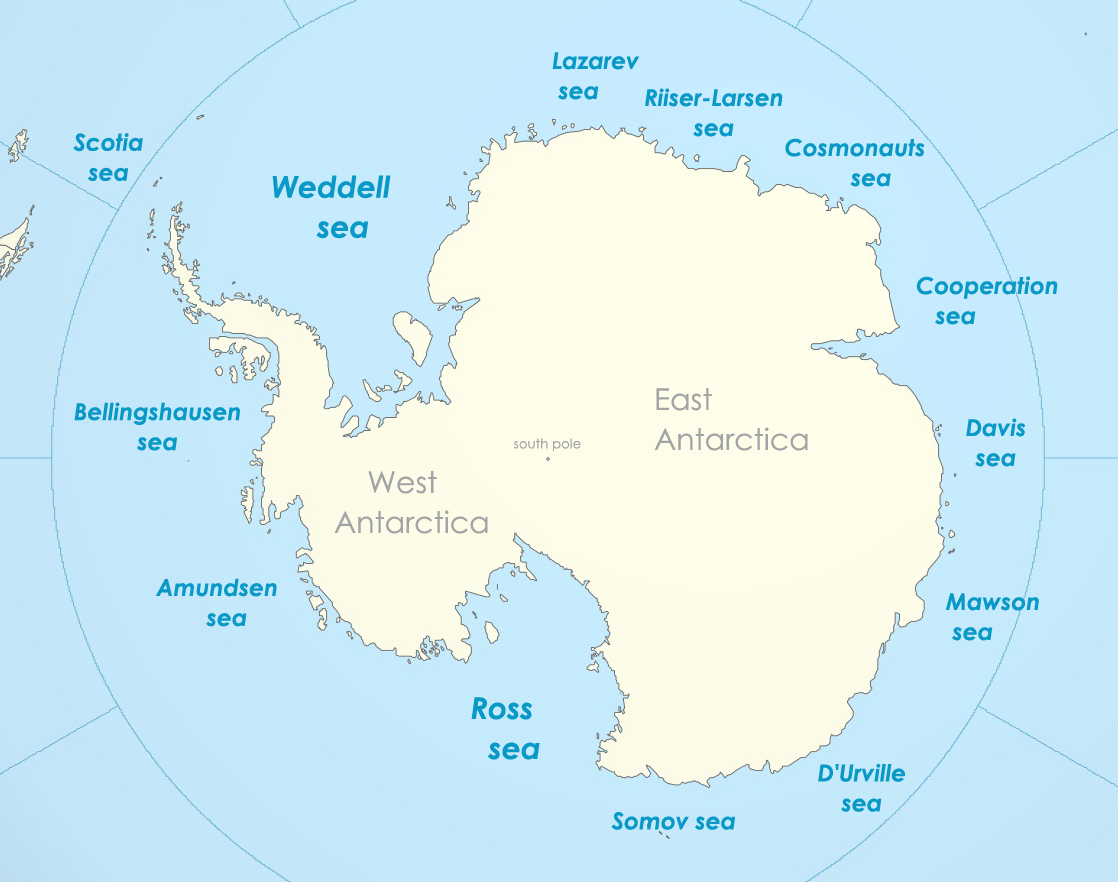
南極地図。ソモフ海（Somov Sea）は図の下方に記されている

ソモフ海（英語: Somov Sea）とは、南極海の中の一部の海域である。

## 概要
ソモフ海は東南極の東端部の北の海域で、おおよそ南緯67度付近、東経150度から170度の間に存在する。この場所は、デュルヴィル海とロス海の間に当たる。なお、ソモフ海の面積は約115万km2で、最大水深は約3000mである。なお、この海の「ソモフ」という名称は、ロシア人の海洋学者であり探検家でもあるミハイル・ソモフ（Mikhail Somov）の名前に由来している。